# رقية الغسرة
رقية الغسرة هي رقية منصور الغسرة ولدت في 6 ايلول / سبتمبر ، 1982، هي من أبطال الرياضة البحرينية. كانت من أوائل النساء اللاتي مثلن البحرين في دورة الألعاب الأولمبية ، عن طريق المشاركة في 100 متر عدو في أولمبياد اثينا 2004 في اثينا. كما تأهلت للدور قبل النهائي لمسافة 200 متر في أولمبياد بكين.والعاب القوى في اوساكا اليابانية.

## وصلات خارجية
- رقية الغسرة على موقع الاتحاد الدولي لألعاب القوى (الإنجليزية)
- رقية الغسرة على موقع أوليمبيديا (الإنجليزية)